# Hàl·lux
L'hàl·lux o dit gros del peu és el dit més intern del peu, es correspon amb el polze de les extremitats superiors humanes. Se'l considera el primer dit del peu pel que fa a l'ordre. Presenta únicament dues falanges en comptes de tres. L'ésser humà és l'únic primat en el qual l'hàl·lux és alineat en paral·lel amb la resta de dits, sent aquest un punt clau per a la locomoció bípeda. No és estrany que les malformacions, infeccions i altres patologies d'aquest dit, com els galindons, tinguin un gran impacte en la qualitat de vida del pacient i que requereixin cirurgia correctora. L'hàl·lux també és un objecte d'atracció i pràctiques sexuals per a alguns individus.
En anatomia comparada de tetràpodes, hàl·lux és el terme llatí que designa el dit més intern o medial del peu. La identitat d'aquests dits i la seva diferència amb els dits dels membres superiors potser sorgiren en l'evolució simultàniament amb l'aparició del quiridi en els vertebrats, probablement en primer lloc en els peixos ripidistis i rizodòntides. En les aus, l'hàl·lux és oposat a la resta de dits del peu, possiblement per a afavorir l'acció de «perxa» amb la qual moltes espècies se sostenen en les branques dels arbres.

## Morfologia i antropometria

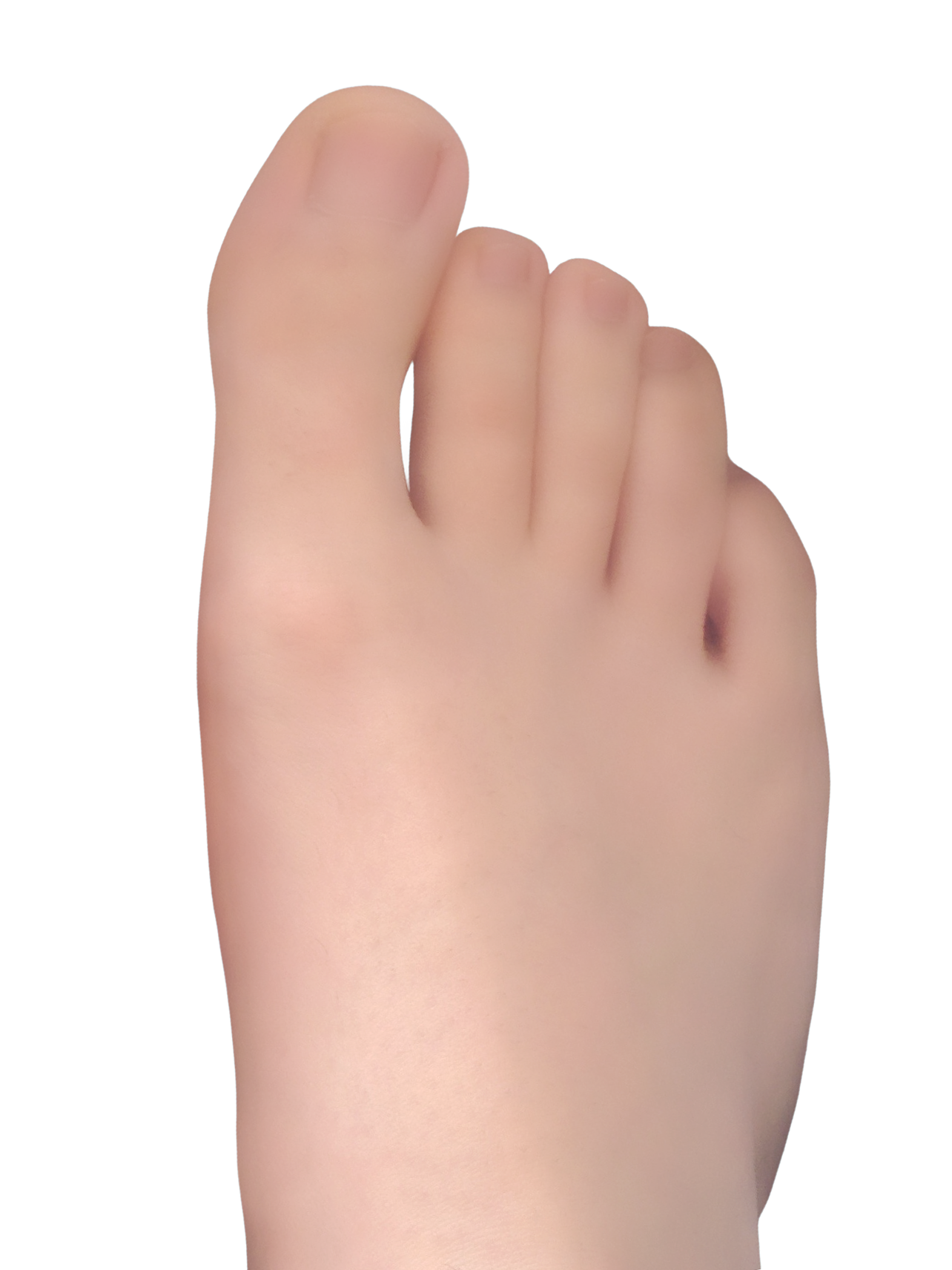
El peu normal o «peu egipci», l'hàl·lux és de major longitud

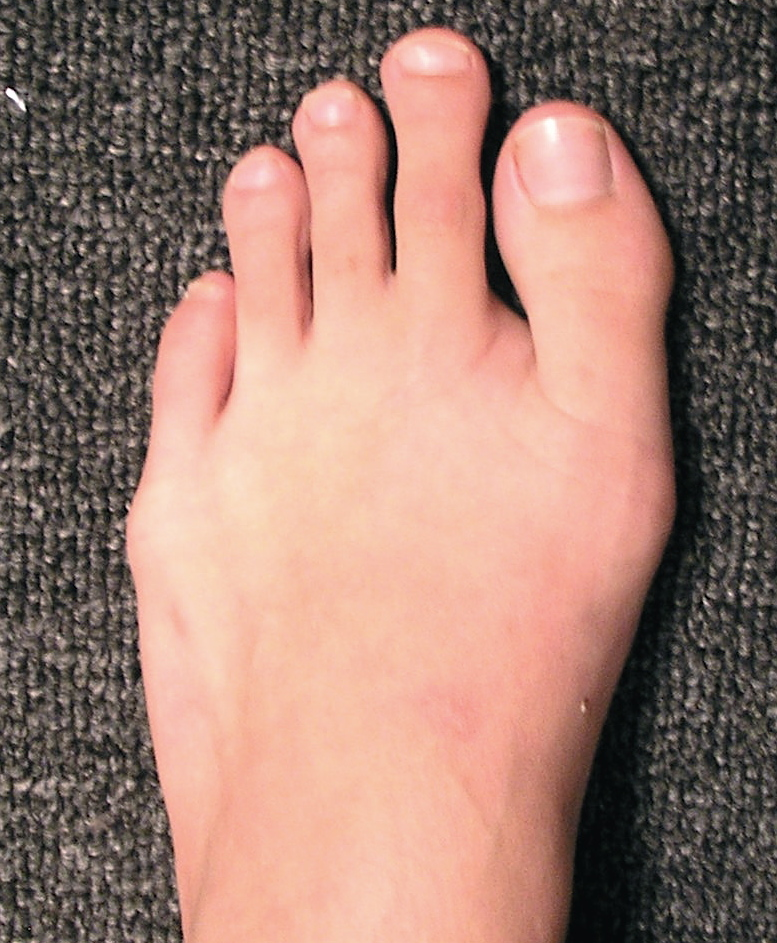
Cas extrem de peu grec o dit de Morton. S'hi pot observar com el segon dit té una longitud superior al del dit gros

El dit gros és el primer dit i el més intern del peu, encara que existeixen variacions de la fórmula digital. En el peu normal o «peu egipci» (69% de la població), l'hàl·lux és de major longitud i gruix que els altres. S'anomena «peu grec» a aquell en què el dit segon és de major longitud que el dit gros (10-22% de la població) i peu quadrat o «polinesi» a aquell en què els primers tres dits són iguals (9% de la població). Apareix representat en els quadres de Paul Gauguin. Durant la marxa, la base del dit gros del peu és una zona de suport important, motiu pel qual la pell de la regió plantar del dit gros és molt gruixuda i dura en la zona de suport, amb teixit subcutani ric en cèl·lules adiposes que actuen d'encoixinat, a més d'irrigació sanguínia i terminacions nervioses. El peu grec ha estat idealitzat en l'escultura, especialment en el període hel·lenístic i sota la dinastia ptolemaica. En antropometria, la fórmula digital és important, ja que la longitud del peu es mesura des del punt més distal del dit més llarg (l'acropodi), fins al punt més prominent del taló.
Els patrons dels dermatoglifs en els dits del peu són similars en la seva forma als dels dits de la mà.